# 阿奇瓦利鎮區 (阿肯色州范布倫縣)
阿奇瓦利鎮區（英語：Archey Valley Township）是位於美國阿肯色州范布倫縣的一個行政鎮區。

## 地方資料
阿奇瓦利鎮區的面積為58.36平方千米，當中陸地面積為58.25平方千米，而水域面積為0.11平方千米。根據2010年美國人口普查的數據，當地共有人口144人，而人口密度為每平方千米2.47人。